# Marc-César Scotto
Marc-César Scotto (1888 - 1960) foi um músico monegasco, compositore e maestro (Opéra de Monte-Carlo, Ballets Russes). Participou dos Jogos Olímpicos de Verão de 1928, 1932 e 1936, na modalidade de competições artísticas. Diretor de l'Académie de musique de Monaco (1941–1960). 